# Quartäres Kohlenstoffatom
| Quartäres Kohlenstoffatom                                                    |
| ---------------------------------------------------------------------------- |
|                                                                              |
| Strukturformel von Neopentan (das quartäre Kohlenstoffatom ist rot markiert) |

Ein quartäres Kohlenstoffatom ist ein Kohlenstoffatom, welches an vier weitere Kohlenstoffatome gebunden ist. Aus diesem Grund sind quartäre Kohlenstoffatome nur in Kohlenwasserstoffen mit mindestens fünf Kohlenstoffatomen zu finden. Quartäre Kohlenstoffatome können beispielsweise in verzweigten Alkanen, nicht aber in linearen Alkanen, auftreten.
|                                        | Vergleich von quartären mit primären, sekundären und tertiären Kohlenstoffatomen (rot) |                            |                           |                           |
|                                        | Primäres Kohlenstoffatom                                                               | Sekundäres Kohlenstoffatom | Tertiäres Kohlenstoffatom | Quartäres Kohlenstoffatom |
| Allgemeine Struktur (R = Organyl-Rest) |                                                                                        |                            |                           |                           |
| Auszug aus Strukturformel              |                                                                                        |                            |                           |                           |